# Association de défense des actionnaires d'Eurotunnel
L'Association de défense des actionnaires d'Eurotunnel ou ADACTE, fondée en 1995 et présidée par Joseph Gouranton, est représentée au conseil d'administration du tunnel sous la Manche, les actionnaires individuels français ayant apporté l'essentiel des fonds lors des trois premières augmentations de capital qui ont permis au groupe de s'endetter pour creuser le tunnel.

## Historique
L'Association de défense des actionnaires d'Eurotunnel est fondée en septembre 1995 par des dissidents d'une autre association d'actionnaire de cette compagnie, l'APAE (Association pour l'action Eurotunnel) dirigée par Christian Cambier (gestionnaire de fonds). Á cette époque, alors que l'APAE compte un millier d'adhérents, l'ADACTE en compte 200. Dès sa création, l'association de défense des actionnaires d'Eurotunnel, présidée par Albert Jauffret, demande la suspension de la cotation des actions Eurotunnel. Son président estime aussi que le membre du conseil d'administration d'Eurotunnel représentant les actionnaires individuels ne les représente pas réellement car il a été nommé par la direction d'Eurotunnel et pas élu par les actionnaires.
L'association est ensuite présidée par Joseph Gouranton. Elle s'oppose à la direction d'Eurotunnel, organise même un "diner de cons" à Paris en 2000 avec le couronnement d'une actionnaire ayant acheté ses actions à la valeur de 123 francs. L'association s'associe avec Nicolas Miguet. Ce dernier annonce disposer dix mille pouvoirs d'actionnaire et demande la destitution de la direction d'Eurotunnel. Le tribunal de commerce ordonne la réunion d'une assemblée générale. L'association et Nicolas Miguet proposent Jacques Maillot pour diriger Eurotunnel.